# Rising Force
Rising Force е дебютният албум на китариста Ингви Малмстийн, издаден през 1984 г. Освен това е заглавие на песен от албума му Odyssey. Албумът се счита за най-добре продавания инструментален хардрок албум на всички времена, независимо че песните Now Your Ships Are Burned и As Above, So Below включват и вокали.

## Отношение на критиката
Стив Хюи от Олмюзик дава на Rising Force четири звезди от максимално пет, като го нарича „откровение по време на издаването си“ и „истинско посвещаване в епохата на китарния шредер“. Той се отнася положително към техниката на Малстийн и „ослепителната му виртуозност“, и посочва „обсебването му от Бах, Бетховен и Паганини“.
Списание „Гитар Уърлд“ пише през 2009 г., че „Ингви Малмстийн е бил, е, и ще бъде най-добрият шредер на всички времена. По дяволите, той изобрети жанра с този дебют от 1985 година“. Оценката, която медията дава на албума, е първо място в класацията на десетте най-велики шред албума на всички времена.
Black Star и Far Beyond the Sun се застояват като две от най-популярните песни на шведския китарист. В интервю за „Гитар Уърлд“ от 2008 г. той казва за тях, че „Най-вероятно ще свиря Far Beyond the Sun и Black Star до деня, в който умра.“

## Състав
- Ингви Малмстийн – всички електрически и акустични китари, бас
- Джеф Скот Сото – вокал
- Йенс Юхансон – клавишни
- Баримор Барлоу – барабани
- Конър Николаус – тамборина